# Schuurbandslijpen

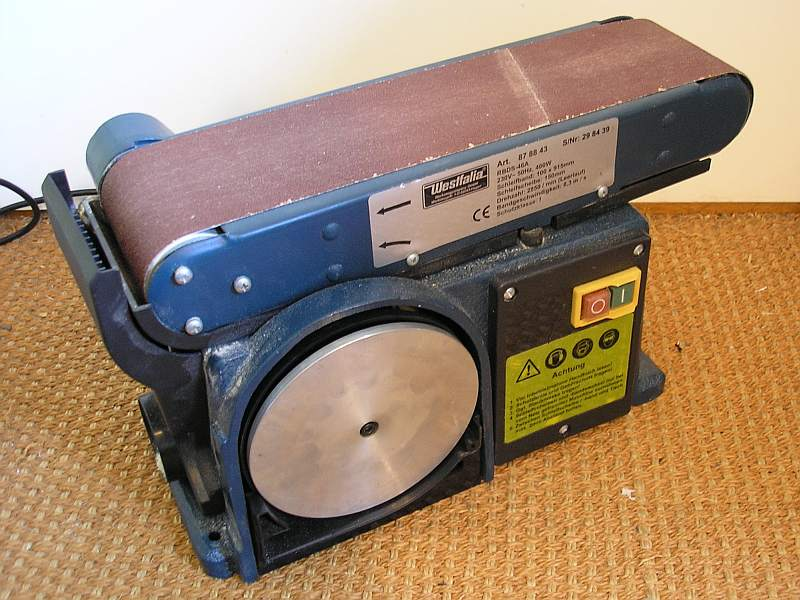
Bandslijpmachine (hobbykwaliteit)

Schuurbandslijpen is een verspaningstechniek. Het is een vorm van slijpen waarbij gebruik wordt gemaakt van een doorlopende slijpband die om twee of meer rollen loopt. Een van de rollen is de contactschijf. Tegen die rol wordt het product tegen de slijpband gehouden. De contactschijf heeft een kern van aluminium of kunststof en is bekleed met rubber of kunststof. Een hardere contactschijf levert een hoger schuurvermogen op, maar ook een ruwer resultaat. De slijpband is 1-5 meter lang, zodat de korrels af kunnen koelen voordat ze weer bij het product zijn. De toepassingsmogelijkheden van schuurbandslijpen zijn zeer breed. De schuurband heeft een volledig constante snelheid, waardoor ook automatisch slijpen mogelijk is. Aangezien een goede oppervlaktekwaliteit kan worden bereikt is het proces ook geschikt voor eindbewerkingen.
boren · doorslijpen · draaien · frezen · honen · kotteren · leppen · schaven · schuurbandslijpen · slijpen · superfijnen · trekfrezen · zagen
Gereedschappen: boormachine · draaibank · freesmachine · schaaf